# زیرشمالگون
| ردیف                      | مراحل اقلیمی          | طبقه‌بندی گَرده‌ای   | بازه زمانی              |
| ------------------------- | --------------------- | ----------------- | ----------------------- |
| هولوسن                    | زیراطلسی Subatlantic  | X ده              | ۴۵۰ پیش از میلاد تاکنون |
| هولوسن                    | زیراطلسی Subatlantic  | IX نه             | ۴۵۰ پیش از میلاد تاکنون |
| هولوسن                    | زیرشمالگون Subboreal  | VIII هشت          | ۳٫۷۱۰–۴۵۰ پ.م.          |
| هولوسن                    | اطلسی Atlantic        | VII هفت           | ۷٫۲۷۰–۳٫۷۱۰ پ.م.        |
| هولوسن                    | اطلسی Atlantic        | VI شش             | ۷٫۲۷۰–۳٫۷۱۰ پ.م.        |
| هولوسن                    | شمالگون Boreal        | V پنج             | ۸٫۶۹۰–۷٫۲۷۰ پ.م.        |
| هولوسن                    | پیشاشمالگون Preboreal | IV چهار           | ۹٫۶۱۰–۸٫۶۹۰ پ.م.        |
| پلیستوسن                  |                       |                   |                         |
| داغ‌گلی نورس Younger Dryas | III سه                | ۱۰٫۷۳۰–۹٫۷۰۰ پ.م. |                         |

زیرشمالگون (انگلیسی: Subboreal) دومین دوره اقلیمی جدید از دور هولوسن است که بازه زمانی ۳۷۱۰ تا ۴۵۰ سال پیش از میلاد را در بر می‌گیرد.
نام زیرشمالگون از واژه sub (در زبان لاتین به معنی زیر) و واژه یونانی Βορέας (بورئاس، ایزد باد شمال) گرفته شده و نخستین بار در سال ۱۸۸۹ توسط روتگر سرناندر برای ایجاد تمایز بین این گاه‌بازه و شمالگون که در سال ۱۸۷۶ توسط آکسل بلیت معرفی شده بود، به‌کار رفت. زیرشمالگون پس از اقلیم اطلسی و پیش از زیراطلسی جای می‌گیرد.
در دیرینه‌اقلیم‌شناسی زیرشمالگون به دو بخش زیرشمالگون قدیم و زیرشمالگون جدید تقسیم‌بندی می‌شود. از نظر تاریخی زیرشمالگون با بخش بزرگی از دوران نوسنگی و اوایل عصر برنز که از ۴۲۰۰ تا ۳۸۰۰ سال پیش آغاز شد، مطابقت دارد.